# Pingalla
Pingalla is een geslacht van straalvinnige vissen uit de familie van de tijgerbaarzen (Terapontidae).

## Soorten
- Pingalla gilberti Whitley, 1955
- Pingalla lorentzi (Weber, 1910)
- Pingalla midgleyi Allen & Merrick, 1984